# Jolanda Kindle
Jolanda Kindle (Triesenberg, 5 maggio 1965) è un'ex sciatrice alpina liechtensteinese.

## Biografia
Sciatrice polivalente, la Kindle debuttò in campo internazionale in occasione dei Mondiali juniores di Auron 1982; due anni dopo ai XIV Giochi olimpici invernali di Sarajevo 1984, sua prima presenza olimpica, si classificò 25ª nella discesa libera, 17ª nello slalom speciale e non completò lo slalom gigante, mentre ai Mondiali di Crans-Montana 1987 fu 15ª nello slalom speciale, suo primo piazzamento iridato.
Il 5 gennaio 1988 ottenne il primo piazzamento in Coppa del Mondo, a Tignes in slalom gigante (14ª), e ai successivi XV Giochi olimpici invernali di Calgary 1988, sua ultima presenza olimpica, si classificò 26ª nella discesa libera, 16ª nella combinata e non completò lo slalom gigante e lo slalom speciale; in quella stessa stagione 1987-1988 in Coppa Europa fu 3ª nella classifica di slalom gigante. Ai Mondiali di Vail 1989, sua ultima presenza iridata, si classificò 15ª nello slalom speciale; il 4 marzo dello stesso anno conquistò il miglior piazzamento in Coppa del Mondo, a Furano in slalom gigante (5ª), e il suo ultimo risultato agonistico fu il 7º posto ottenuto nello slalom speciale di Coppa del Mondo disputato a Shigakōgen il 10 marzo seguente.

## Palmarès

### Coppa del Mondo
- Miglior piazzamento in classifica generale: 33ª nel 1989

### Coppa Europa
- Miglior piazzamento in classifica generale: 16ª nel 1986